# بشيرلوي سفلي
بشيرلوي سفلي (بالفارسية: بشیرلوی سفلی) هي منطقة سكنية تقع في قسم اجارود الغربي الريفي في إيران. يقدر عدد سكانها بـ 38 نسمة .